# Mahdi Abduljabbar
Mahdi Abduljabbar Mahdi Darwish Hasan (arabisch مهدي عبد الجبار, DMG Mahdī ʿAbd al-Ǧabbār; * 25. Juni 1991 in Manama) ist ein bahrainischer Fußballspieler.

## Karriere

### Verein
Im September 2019 wechselte er von al-Ittihad zu al-Riffa. Seit November 2020 steht er beim Manama Club unter Vertrag.

### Nationalmannschaft
Seinen ersten bekannten Einsatz für die bahrainische A-Nationalmannschaft erhielt er am 5. Februar 2016 bei einem 2:0-Freundschaftsspielsieg über den Libanon, wo er zur 70. Minute für Abdulla Yusuf Helal eingewechselt wurde. Nach ein paar weiteren Freundschafts- und Qualifikationsspielen war sein erstes kleineres Turnier der Golfpokal 2017. Zuletzt war er auch beim FIFA-Arabien-Pokal 2021 im Einsatz.

## Auszeichnungen
Bahraini Premier League
- Torschützenkönig: 2020/21, 2021/22